# Campeonato da Europa de Atletismo de 2010 - Lançamento de martelo masculino
A prova do Lançamento de martelo masculino do Campeonato da Europa de Atletismo de 2010 foi disputada entre os dias 27 e 28 de julho de 2010 no Lluís Companys em Barcelona,  na Espanha. 

## Recordes
Antes desta competição, os recordes mundiais e do campeonato nesta prova eram os seguintes:
|                       | Nome         | Nacionalidade   | Distância | Local     | Data                 |
| --------------------- | ------------ | --------------- | --------- | --------- | -------------------- |
| Recorde mundial       | Yuriy Sedykh | União Soviética | 86m74cm   | Estugarda | 30 de agosto de 1986 |
| Recorde do campeonato | Yuriy Sedykh | União Soviética | 86m74cm   | Estugarda | 30 de agosto de 1986 |
| Recorde europeu       | Yuriy Sedykh | União Soviética | 86m74cm   | Estugarda | 30 de agosto de 1986 |

## Medalhistas
| Ouro                    | Prata                | Bronze               |
| Libor Charfreitag (SVK) | Nicola Vizzoni (ITA) | Krisztián Pars (HUN) |

## Cronograma
Todos os horários são locais (UTC+2).
| Data        | Hora  | Evento       |
| ----------- | ----- | ------------ |
| 27 de julho | 9:30  | Qualificação |
| 28 de julho | 20:25 | Final        |

## Resultados

### Qualificação
Qualificação: Desempenho de 75.50 m (Q) ou os 12 melhores qualificados (q).
| Posição | Grupo | Atleta                 | Nacionalidade | #1    | #2    | #3    | Resultados | Notas                |
| ------- | ----- | ---------------------- | ------------- | ----- | ----- | ----- | ---------- | -------------------- |
| 1       | B     | Libor Charfreitag      | Eslováquia    | 77.70 |       |       | 77.70      | Q                    |
| 2       | A     | Krisztián Pars         | Hungria       | 74.23 | 71.06 | 76.48 | 76.48      | Q                    |
| 3       | B     | Nicolas Figère         | França        | 75.85 |       |       | 75.85      | Q                    |
| 4       | A     | Szymon Ziółkowski      | Polónia       | 75.75 |       |       | 75.75      | Q                    |
| 5       | A     | Nicola Vizzoni         | Itália        | 74.10 | 75.04 | 73.73 | 75.04      | q                    |
| 6       | A     | Igor Vinichenko        | Rússia        | 71.59 | 71.60 | 74.88 | 74.88      | q                    |
| 7       | B     | Valeri Sviatokha       | Bielorrússia  | x     | 74.66 | 74.50 | 74.66      | q                    |
| 8       | B     | Mattias Jons           | Suécia        | 71.30 | x     | 74.56 | 74.56      | q                    |
| 9       | B     | Kristóf Németh         | Hungria       | 69.76 | 69.94 | 74.28 | 74.28      | q                    |
| 10      | A     | Olli-Pekka Karjalainen | Finlândia     | 72.31 | 74.23 | 71.99 | 74.23      | q                    |
| 11      | B     | Wojciech Kondratowicz  | Polónia       | 74.22 | 74.10 | 72.76 | 74.22      | q                    |
| 12      | B     | Oleksiy Sokyrskyy      | Ucrânia       | 74.16 | 73.80 | x     | 74.16      | q                    |
| 13      | A     | David Söderberg        | Finlândia     | x     | x     | 73.87 | 73.87      |                      |
| 14      | B     | Igors Sokolovs         | Letônia       | 71.24 | 73.29 | 70.69 | 73.29      |                      |
| 15      | B     | Tuomas Seppänen        | Finlândia     | 72.94 | x     | 70.56 | 72.94      |                      |
| 16      | A     | Pavel Kryvitski        | Bielorrússia  | x     | x     | 72.68 | 72.68      |                      |
| 17      | B     | Dzmitry Marshyn        | Azerbaijão    | 71.29 | 67.55 | 72.43 | 72.43      |                      |
| 18      | B     | Javier Cienfuegos      | Espanha       | 70.27 | 72.19 | 71.28 | 72.19      | Recorde da temporada |
| 19      | B     | Markus Esser           | Alemanha      | x     | 71.83 | 71.89 | 71.89      |                      |
| 20      | A     | Yury Shayunou          | Bielorrússia  | 71.10 | x     | x     | 71.10      |                      |
| 21      | A     | András Haklits         | Croácia       | x     | 70.84 | 69.25 | 70.84      |                      |
| 22      | B     | Eivind Henriksen       | Noruega       | 69.98 | x     | 66.71 | 69.98      |                      |
| 23      | A     | Miloslav Konopka       | Eslováquia    | 68.77 | x     | x     | 68.77      |                      |
| 24      | A     | Marcel Lomnicky        | Eslováquia    | 68.22 | 68.02 | x     | 68.22      |                      |
| 25      | A     | Ainārs Vaičulēns       | Letônia       | 65.43 | x     | x     | 65.43      |                      |

### Final
| Posição           | Atleta                 | Nacionalidade | #1    | #2    | #3    | #4    | #5    | #6    | Resultados | Notas                |
| ----------------- | ---------------------- | ------------- | ----- | ----- | ----- | ----- | ----- | ----- | ---------- | -------------------- |
| Medalha de ouro   | Libor Charfreitag      | Eslováquia    | 75.50 | 80.02 | x     | x     | 77.29 | -     | 80.02      |                      |
| Medalha de prata  | Nicola Vizzoni         | Itália        | 75.72 | 77.29 | 78.03 | 77.66 | 77.95 | 79.12 | 79.12      | Recorde da temporada |
| Medalha de bronze | Krisztián Pars         | Hungria       | 77.34 | 79.06 | 77.36 | 78.94 | x     | 77.87 | 79.06      |                      |
| 4                 | Valeri Sviatokha       | Bielorrússia  | 73.57 | 76.74 | x     | 75.71 | 76.06 | 78.20 | 78.20      |                      |
| 5                 | Szymon Ziółkowski      | Polónia       | 75.24 | 75.97 | 77.99 | x     | 77.55 | 75.45 | 77.99      | Recorde da temporada |
| 6                 | Oleksiy Sokyrskyy      | Ucrânia       | 73.14 | x     | 75.36 | 76.62 | x     | x     | 76.62      | Recorde pessoal      |
| 7                 | Wojciech Kondratowicz  | Polónia       | 74.96 | x     | x     | 72.87 | 72.78 | 75.30 | 75.30      |                      |
| 8                 | Igor Vinichenko        | Rússia        | x     | 72.19 | 73.99 | 72.38 | 74.31 | 73.31 | 74.31      |                      |
| 9                 | Kristóf Németh         | Hungria       | 72.66 | 73.93 | x     |       |       |       | 73.93      |                      |
| 10                | Olli-Pekka Karjalainen | Finlândia     | 73.35 | 73.70 | 73.30 |       |       |       | 73.70      |                      |
| 11                | Nicolas Figère         | França        | 69.77 | 72.56 | x     |       |       |       | 72.56      |                      |
| 99 !              | Mattias Jons           | Suécia        | x     | x     | x     |       |       |       | NM         |                      |

Legenda
| Recorde mundial       | Recorde mundial (World record)               |                       | Recorde africano                      | Recorde africano (African) |                                           | Q | Classificado por posição (Qualified) |
| Recorde do campeonato | Recorde do campeonato (Championship record)  | Recorde da América    | Recorde da América (Americas)         | q                          | Classificado por melhor tempo (Qualified) |   |                                      |
| Melhor marca do ano   | Melhor marca do ano (World leading)          | Recorde asiático      | Recorde asiático (Asian)              | DNS                        | Não largou (Did not start)                |   |                                      |
| Recorde nacional      | Recorde nacional (National record)           | Recorde europeu       | Recorde europeu (European)            | DNF                        | Não terminou (Did not finish)             |   |                                      |
| Recorde pessoal       | Recorde pessoal do atleta (Personal best)    | Recorde da Oceania    | Recorde da Oceania (Oceania)          | DSQ / DQ                   | Desclassificado (Disqualified)            |   |                                      |
| Recorde da temporada  | Recorde da temporada do atleta (Season best) | Recorde sul-americano | Recorde sul-americano (South America) | NM                         | Sem marca (No mark)                       |   |                                      |